# Mariam Alhassan Alolo
 Hajia Mariam Alhassan Alolo thường được gọi là "Haji Mariam" là một nữ doanh nhân và một nhà truyền giáo Hồi giáo sinh ra ở Changli, một vùng ngoại ô của Tamale, Ghana vào năm 1957. Bà thành lập Trung tâm Hồi giáo Mariam ở Sabonjida vào năm 1981 để đào tạo các nhà truyền giáo nữ. Haji Mariam là người nhận Giải thưởng Xuất sắc về Văn học của Nana Asma'u Bint Fodio được trao cho bà năm 2008 bởi Al furqaan Foundation, một tổ chức giải thưởng xuất sắc nhằm tôn vinh các cá nhân và tổ chức Hồi giáo ở Ghana.